# رضا یوسفیان
رضا یوسفیان (۶ تیر ۱۳۴۶ – ١٩ اسفند ١۴٠١) نمایندهٔ حوزهٔ انتخابیهٔ شیراز در دورهٔ ششم مجلس شورای اسلامی بود.
یوسفیان در سن ۱۶ سالگی در جنگ ایران و عراق شرکت کرده و اسیر شد وی پس از آزادی در رشته پزشکی در دانشگاه تهران تحصیل کرده و تخصص خود را در رشته ارتوپدی گرفت. به زبان‌های عربی- انگلیسی و فرانسه تسلط داشت.
او از اعضای دفتر تحکیم وحدت بوده و به همراه محمدرضا (میثم) سعیدی در کنار علی‌اکبر موسوی خوئینی و فاطمه حقیقت‌جو،علی تاجرنیا به عنوان سهمیه‌های جنبش دانشجویی این مجموعه در دوره ششم مجلس شورای اسلامی محسوب می‌شد.